# سانتا کروز (آریزونا)
سانتا کروز (به انگلیسی: Santa Cruz) یک منطقهٔ مسکونی در ایالات متحده آمریکا است که در شهرستان پاینال، آریزونا واقع شده‌است. سانتا کروز ۴٫۲۲ کیلومتر مربع مساحت و ۲۵٬۵۰۵ نفر جمعیت دارد.